# Sudamerlycaste dunstervillei
Sudamerlycaste dunstervillei är en orkidéart som först beskrevs av Bergold, och fick sitt nu gällande namn av Fredy Archila. Sudamerlycaste dunstervillei ingår i släktet Sudamerlycaste och familjen orkidéer. Inga underarter finns listade i Catalogue of Life.